# Dioclès de Messène
Dioclès de Messène ou Daïclès de Messène (grec ancien : Διοκλῆς Μεσήνιος / Δαϊκλής Μεσήνιος) est un vainqueur olympique, originaire de la cité de Messène en Messénie.
Il remporta la course à pied du stadion d'une longueur d'un stade (environ 192 m) lors des 7e Jeux olympiques, en 752 av. J.-C.
Il fut le premier athlète à être récompensé d'une couronne d'olivier. Les vainqueurs précédents recevaient des pommes,.

## Sources
- Eusèbe de Césarée, Chronique, Livre I, 70-82. Lire en ligne.
- (en) David Matz, Greek and Roman Sport : A Dictionnary of Athletes and Events from the Eighth Century B. C. to the Third Century A. D., Jefferson et Londres, McFarland & Company, 1991, 169 p. (ISBN 0-89950-558-9)
- (it) Luigi Moretti, « Olympionikai, i vincitori negli antichi agoni olimpici », Atti della Accademia Nazionale dei Lincei, vol. VIII,‎ 1959, p. 55-199.